# Dos vidas
Dos vidas é uma telenovela mexicana produzida por Eugenio Cobo para a Televisa e exibida pelo Canal de las Estrellas entre 18 de abril e 30 de setembro de 1988.
É um remake da novela brasileira Duas Vidas, produzida pela Rede Globo em 1976.
Foi protagonizada por Rebecca Jones e René Casados.

## Sinopse
Teresa é uma bela jovem, nascida em Mazatlan. Aparentemente ela pode parecer como qualquer outra mulher, mas que realmente tem de lidar com uma luta interna sobre a possibilidade de resgatar sua individualidade ou resignar-se com a vida submissa impostas estar com um homem. Mostra a subjugação das mulheres diante dos homens, seja voluntária ou não. Em Teresa são apresentadas estas duas facetas, que, como o título da telenovela, são duas etapas da vida, "duas vidas".

## Elenco
- Rebecca Jones - Teresa
- René Casados - Dino Barbosa
- Fernando Balzaretti - Dr. Marcelo Ascencio
- Ari Telch - Osvaldo "Vado" Palas
- Mariana Garza - Juliana Ascencio
- Guillermo García Cantú - Mauricio
- Guillermo Orea - Menelao Palas
- Manuel López Ochoa
- Ana Bertha Lepe
- Mario León - Tulio Barbosa
- Rafael del Villar - Luis Carlos
- Lilia Michel - Doña Rosa
- Alicia Fahr - Claudia
- Mar Castro - Gilda
- Miguel Gómez Checa - Sena
- Bárbara Gil - Doña Leonor
- Rosa María Morett - Lucía
- Rocío Yaber - Sara
- Guy de Saint Cyr - Tomás Palas
- Elizabeth Dupeyrón - Sonia Palas
- Marcela Páez - Vera
- Julia Marichal - Mary
- Ana Silvia Garza
- David Ostrosky
- Gerardo Acuña
- Graciela Bernardos
- Magda Karina
- Jorge Patiño
- Guillermo Gil
- Edith Kleiman
- Gabriela Obregón - Selma
- Mauricio Zetina - Teo Palas

## Prêmios e indicações

### TVyNovelas
| Categoria           | Indicado(a) | Resultado |
| ------------------- | ----------- | --------- |
| Revelação masculina | Ari Telch   | Venceu    |